# Methona curvifascia
Methona curvifascia är en fjärilsart som beskrevs av Gustav Weymer 1884. Methona curvifascia ingår i släktet Methona och familjen praktfjärilar. Inga underarter finns listade i Catalogue of Life.